# Lichères-près-Aigremont
Lichères-près-Aigremont település Franciaországban, Yonne megyében. Lakosainak száma 156 fő (2022. január 1.). Lichères-près-Aigremont Chemilly-sur-Serein, Aigremont, Nitry, Poilly-sur-Serein, Saint-Cyr-les-Colons és Vermenton községekkel határos.

## Népesség
A település népességének változása:
| Lakosok száma | 165  | 162  | 166  | 161  | 159  | 156  | 154  | 154  | 156  |
|               | 2013 | 2015 | 2016 | 2017 | 2018 | 2019 | 2020 | 2021 | 2022 |